# Rio Maracu
O rio Maracu ou canal do Maracu é um curso d'água localizado no Maranhão. É um rio que conecta a região lacustre de Penalva ao lago de Viana e conecta também este ao rio Pindaré, sendo um dos mais importantes da Baixada Maranhense, banhando a cidade de Cajari. 
A Baixada Maranhense é uma região formada por um relevo plano ou suavemente ondulado, com áreas rebaixadas que são inundadas no período chuvoso, além de diversos lagos formados pela atuação dos baixos cursos dos rios Grajaú, Pindaré, Mearim e Pericumã (lagos de inundação).
Desempenhou importante função para a entrada dos colonizadores na região. Habitado inicialmente pela aldeia Macacu, dos índios tenetehara, as missões jesuítas fundaram a Missão Jesuítica Nossa Senhora do Maracu, com o núcleo de povoamento levando Viana a ser elevada a vila em 1757 e a município em 1855.

## Características
Com 18,5 km de extensão, apresenta uma dinâmica própria dos ciclos de inundação e estiagem da Baixada Maranhense.
A entrada do canal possui largura de aproximadamente 20 metros, enquanto que sua confluência com rio Pindaré tem largura de cerca de 70 metros. Em grande parte de sua extensão, o espaço entre as margens é de 30 a 40 metros.

## Fluxo hídrico

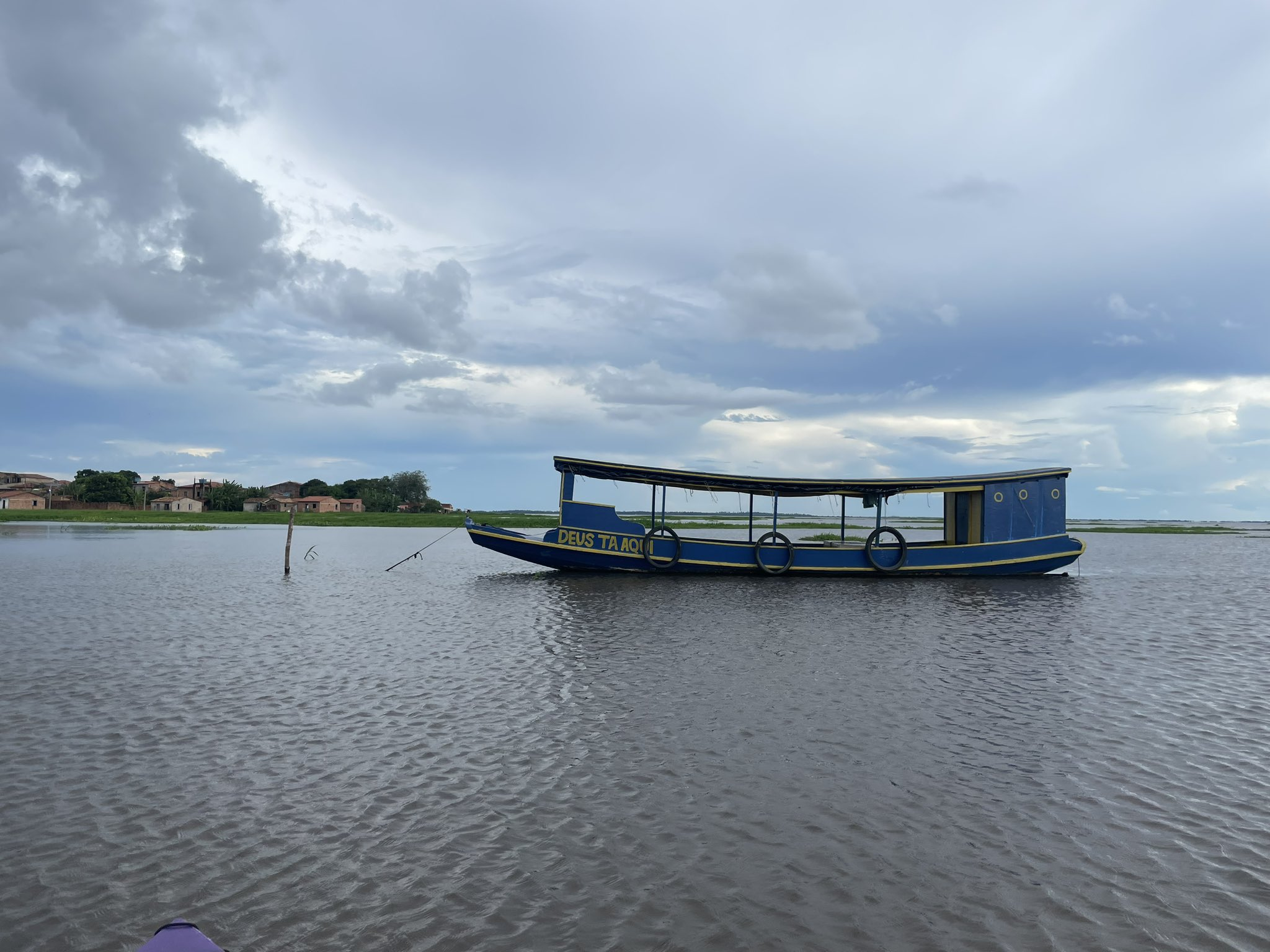
Lago de Viana

Durante o ciclo de inundação, entre fevereiro e junho, o fluxo de água vai do lago de Viana para o rio Pindaré, por meio do rio Maracu. Entre julho e dezembro, esse fluxo tem baixa intensidade, e de outubro a dezembro, há forte influência do movimento das marés. Em especial nas fases de lua cheia e lua nova durante a estiagem, pela proximidade com o Golfão Maranhense, os fluxos das marés penetram no rio Pindaré, trazendo cardumes, com espécies exóticas ao lago de Viana, como o camarão, o siri e a tainha. Os pescadores da região se planejam para esses eventos.
Os doze meandros existentes no rio Maracu funcionam como obstáculo para a contenção da força das marés, diminuindo os efeitos das águas salobras sobre o lago de Viana, o que poderia provocar a morte de espécies não adaptadas e prejudicar o abastecimento de água das comunidades ribeirinhas.
A porção leste do lago de Viana é denominada lago Maracu, pela influência deste rio. No período de inundação, a divisão entre os lagos não é clara, ficando mais evidente durante a estiagem.
O rio Maracu não é o único emissário a desaguar os excedentes hídricos do sistema lacustre de Viana para o rio Pindaré, existindo outros como igarapé do Baiano (ligando o rio Pindaré com o lago Apuí, tendo sido construída uma barragem nesse igarapé).

## Impactos ambientais
A região do rio Maracu é uma área com ecossistema complexo e muito vulnerável, tendo sido verificados diversos fatores de pressão ambiental, como: desmatamentos, queimadas, crescimento populacional, barragens sem estudos de impacto ambiental, pecuária bubalina extensiva, cultivo de arroz de várzea, caça e pesca predatória e extrativismo vegetal.

### Barragem
Em 1997, foi construída uma barragem no rio Cajari, pela Prefeitura de Penalva, com o objetivo de represar a água para o período de estiagem (julho a dezembro) e favorecer a pesca na região. A obra teve de ser reconstruída em 2005, após seu rompimento. 
Possui 121 metros de comprimento na região de Penalva, 4,50 metros de altura, e 17 metros de largura. Na porção após o bairro de Trizidela, sua extensão atinge 700 metros. Não possui comportas. O lago atinge 4 metros de profundidade no período das cheias.
A obra foi cercada de críticas pela ausência de estudos de impacto ambiental, tendo sido verificados: mudanças no fluxo natural da água, prejudicando espécies adaptadas à variação sazonal do nível do lago; bem como a população da região à jusante da barragem, durante períodos de estiagem, pela ausência de comportas para gestão do nível da água.
Há um projeto de construção de uma barragem no rio Maracu, para manutenção da região lacustre de Viana perene, contendo a invasão das marés e salinização dos campos, no entanto a complexidade do ecossistema requer constantes estudos da viabilidade ambiental.